# Walter Knissel
Walter Knissel (* 13. Dezember 1934 in Landstuhl; † 20. März 2018 in Bad Gandersheim) war ein deutscher Professor des Bergbaus und Altrektor der Technischen Universität Clausthal.

## Leben
Walter Knissel wurde als Sohn des Landstuhler Sparkassenangestellten und späteren Homburger Bürgermeisters Jakob Knissel und der Karolina Knissel, geb. Krück, geboren. Nach dem Abitur studierte er ab dem Sommersemester 1956 an der RWTH Aachen Bergbau. Im gleichen Semester schloss er sich dem Corps Saxonia-Berlin zu Aachen an. 1961 legte er das Diplom-Examen ab. 1964 wurde er an der RWTH Aachen mit einer Dissertation zum Thema: Theoretische und experimentelle Untersuchung der physikalischen Vorgänge in Blasversatzleitungen zum Dr.-Ing. promoviert.
Aus der Praxis als Betriebsdirektor der Zeche Sophia-Jacoba in Hückelhoven erhielt er 1974 einen Ruf auf den Lehrstuhl für Bergbauliche Verfahrens- und Betriebslehre des Instituts für Bergbau der Technischen Universität Clausthal. Von 1987 bis 1989 war er Dekan der Fakultät für Bergbau und Hüttenwesen. Zwischen 1991 und 1993 war er Prorektor und Rektor der Technischen Universität Clausthal. Von 1980 bis 2003 war er Beauftragter für die Koordination des Austausches in Forschung und Lehre mit der Bergbau-Hochschule Fuxin, der heutigen Liaoning Technical University. 2003 wurde Walter Knissel emeritiert.
Die Schwerpunkte der Forschung von Walter Knissel lagen auf den Gebieten der untertägigen Mineralgewinnung, des Schacht- und Hohlraumbaus, des Entsorgungsbergbaus sowie der EDV-gestützten Bergbauplanung.
Sein besonderes Interesse galt dem historischen Oberharzer Bergbau und dem Oberharzer Wasserregal.

## Auszeichnungen
- Am 5. November 1964 erhielt Walter Knissel die Borchers-Plakette der RWTH Aachen[4].
- 1992 wurde ihm die Ehrendoktorwürde der Technischen Universität Miskolc verliehen.
- Walter Knissel war Honorarprofessor der Liaoning Technical University.

## Publikationen
- Knissel, Walter: Bewegung des Kohlenhobels unter Berücksichtigung der Massenkräfte und der Vorspannung von Hobelketten: Regelung von Hobelanlagen, Technische Mitteilungen, 56. Jahrgang, Heft 9, 1963
- Knissel, Walter; Fleisch, Gerhard: Kulturdenkmal „Oberharzer Wasserregal“ – eine epochale Leistung, Clausthal-Zellerfeld, 2004, ISBN 3-89720-725-7
- Knissel, Walter: Der Zusammenhang zwischen Gandersheim und dem Harzer Bergbau und Hüttenwesen im 16. Jahrhundert, Clausthal-Zellerfeld, 2006, ISBN 978-3-89720-833-9